# Newell Brands
Newell Brands (inicialment Newell, més tard, Newell Rubbermaid ) és un grup nord-americà de béns de consum, creat el 1903 i especialitzat en marques per a l'equipament d'oficines i elements de l'escriptura. Amb seu a Atlanta, Geòrgia, posseeix més de 100 marques de prestigi internacional, com Rotring, Paper Mate o Parker. És un conglomerat típic que practica la compra-reestructuració. La seva seu es troba a Atlanta, Geòrgia. Newell Brands cotitza a l' índex de valors S&P 500 (Standard & Poor's).

## Història
La fundació de Newell Brands es remunta al 1903, quan Edgar Allen Newell (1853-1920) va adquirir una empresa fallida de barres de cortina a Ogdensburg, Nova York, que va anomenar Newell Manufacturing Company, Inc.
L'any 1999, Newell Rubbermaid va comprar l'empresa francesa Reynolds, després l'any següent el sector de papereria de Gillette, que inclou les marques Parker, Waterman, Paper Mate i Liquid Paper.
El 2005, Newell Rubbermaid va prendre el control del fabricant de productes d'oficina (conegut pels seus arxivadors) Esselte i al mateix temps Dymo Corporation . L'empresa va afegir l'eslògan " Marques que importen » (" Marques que importen ) al seu logotip per destacar el canvi.
L' octubre 2015, Newell Rubbermaid va adquirir Elmer's Products, especialitzada en coles i coneguda per les seves marques X-Acto i Krazy Glue, per 600 milions de dòlars
El desembre 2015, Newell Rubbermaid va adquirir la multinacional Jarden, propietària de Campingaz, Mapa, Spontex i Coleman Company, entre d'altres, per 15.000 milions de dòlars. ; el nou conjunt es controlat en un 55 % pels accionistes de Newell Rubbermaid. L'empresa va prendre el nom de Newell Brands arran d'aquesta operació.
L' octubre 2016, Stanley Black &amp; Decker va anunciar l'adquisició del negoci d'eines de Newell Brands per milions de dòlars.
El maig 2018, Newell Brands va vendre Waddington Group, el seu negoci d'envasos de plàstic, per 2.300 milions de dòlars. El juny 2018, Newell Brands va anunciar la venda de Rawlings Sporting Goods per 395 milions de dòlars. El novembre 2018, Newell Brands va anunciar la venda de Pure Fishing i Jostens a uns fons d'inversió per 2.500 milions de dòlars.
El març 2019, Newell Brands va anunciar la venda de les seves activitats de producció de niló, plàstics i zinc a un fons d'inversió per 500 milions de dòlars.

## Principals accionistes
A partir del 14 desembre 2019:
| The Vanguard Group              | 10,4% |
| [Icahn Enterprises ]            | 9,71% |
| [Richard Pzena ]                | 5,94% |
| [State Street Global Advisors ] | 4,48% |
| Franklin Mutual Advisers        | 3,14% |
| BlackRock Fund Advisors         | 2,83% |
| [OppenheimerFunds ]             | 2,76% |
| BlackRock Advisors              | 2,73% |
| Pacific Financial Research      | 2,10% |
| Mellon Investments              | 1,96% |

## Marques
En particular, posseeix les següents marques:
| - Burnes, - Calphalon, - Campingaz, - Carex, - Century, - Coleman, - Cosmolab, - Del Mar, - Dymo, - Eberhard Faber, - Eldon, - Ezpaintr, | - First Alert, - Gardina, - Graco, - Hanson Drape, - Holson, - Intercraft, - Liquid Paper, - LouverDrape, - Mapa - Marmot - Nenplas, - NUK, - Panodia, - Paper-mate, - Parker, | - Regal, - Reynolds, - Roger, - Rolodex, - Rotring, - Roughneck, - Royal Diamond, - Rubbermaid, - Sharpie, - Spontex, - Spur, - StainShield, - System Works, - TakeAlong, - Tigex, - Yankee Candle, - Waterman |

|  |  |  |